# Groznica subotnje večeri
Groznica subotnje večeri (eng. Saturday Night Fever) je američki film iz 1977. kojeg je režirao John Badham.

## Radnja
John Travolta glumi Tony Manera, koji živi zajedno sa svojim roditeljima u Brooklynu. Svaku subotnju večer oblači košulju sa širokom kragnom, uske hlače i visoke cipele i ide u lokal gdje on sebe vidi kao kralja plesnog podijuma a tako ga doživljavaju i druge osobe. No u mraku, daleko od disco lopte, to je tragična priča o nasilju, razočaranju i slomljenom srcu.

## O filmu
Film je režirao John Badham s Johnom Travoltom i Karen Lynn Gorney u glavnim ulogama.
Soundtrack je najprodavaniji soundtrack u povijesti s preko 25 milijuna prodanih nosača zvuka. Često se smatra da je to bio album Bee Geesa iako sadrži i drugi materijal. Najpoznatije pjesme su ipak bile one Bee Geesa "Stayin Alive", "Night Fever" i "Jive Talkin". 

## Uloge
- John Travolta – Tony Manero
- Karen Lynn Gorney – Stephanie
- Barry Miller – Bobby C.
- Joseph Cali – Joey
- Julie Bovasso - Mrs. Manero

## Vanjske poveznice
- Groznica subotnje večeri u internetskoj bazi filmova IMDb-a